# Preciosismo
O estilo literário denominado preciosismo (préciosité em francês) surgiu das vívidas conversações e dos alegres jogos de palavras das les précieuses, as espirituosas e bem-educadas damas que frequentavam os salons da Marquesa de Rambouillet; a seu Chambre bleue (o “quarto azul” do seu hôtel particulier, o Hôtel de Rambouillet) oferecia um refúgio parisiense às perigosas intrigas políticas e às maneiras rudes da corte francesa durante a menoridade de Luís XIII. Uma das figuras centrais do salon, Madeleine de Scudéry, escreveu romances volumosos, insuflados de elegância feminina, requintados escrúpulos de comportamento e amor platônico, que eram extremamente populares junto a uma grande audiência feminina, mas sofriam o desprezo da maioria dos homens. As “questões de amor” que eram debatidos nos salons das précieuses refletiam as “cortes de amor”, característica do amor cortês medieval.